# Brian Naylor
John Brian Naylor (Salford, 24 maart 1923 – Marbella, 8 augustus 1989) was een Brits Formule 1-coureur.
Naylor nam tussen 1958 en 1961 deel aan 8 Grands Prix voor de teams Cooper en JBW, maar scoorde hierin geen punten.